# 渌州
渌州，辽朝时设置的州。
辽朝改渤海国西京鸭渌府所置节度州，治所在弘闻县（今吉林省临江市西南葫芦套对岸长城门）。下辖弘闻县与神乡县二县。末年废。